# 香川用水記念公園

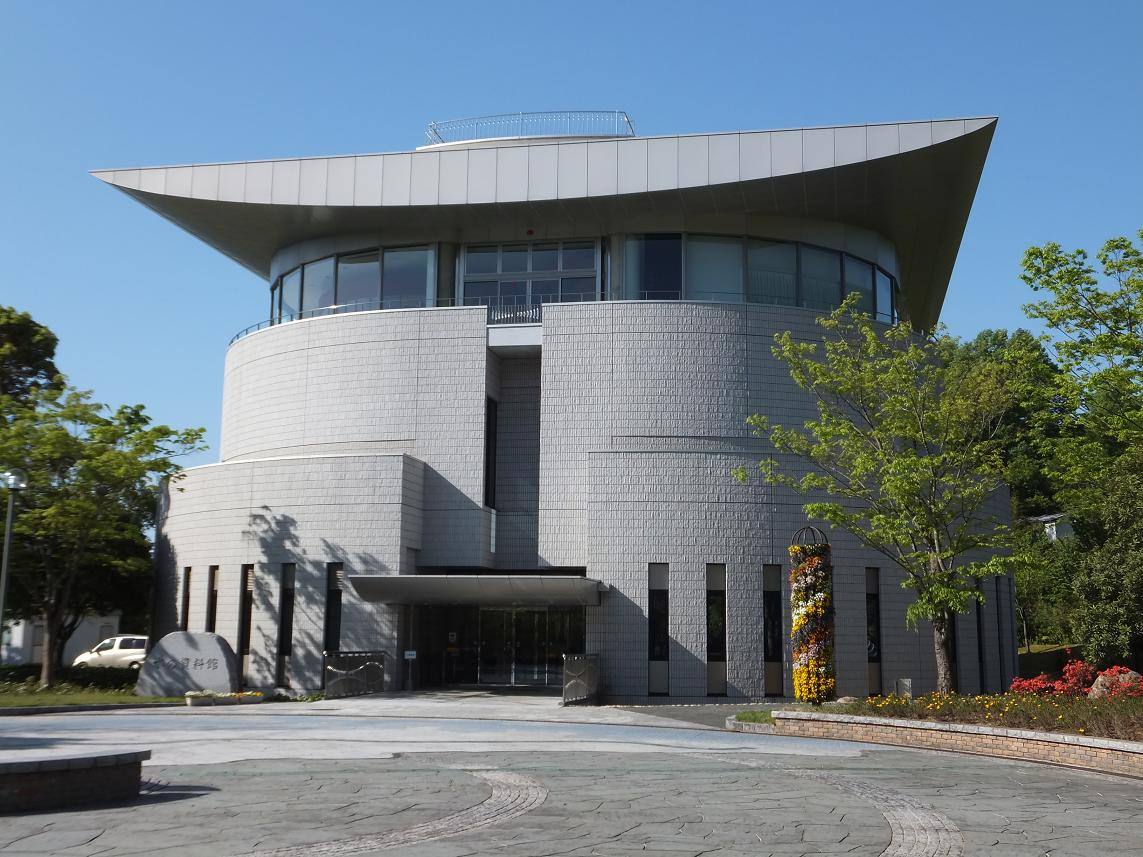
水の資料館

香川用水記念公園（かがわようすいきねんこうえん）は、香川県三豊市財田町に所在する公園。「香川用水の歴史と恩恵を永く後世に伝える」ことを目的に1997年（平成9年）5月10日に開設された（開設面積6ha）。

## 概要
香川用水記念公園は徳島県三好市池田町にある池田ダム湖から讃岐山脈を貫く阿讃導水トンネルを通じて送られてきた水が、香川県側に入って初めて地上に水面を見せる香川用水東西分水工の周辺に位置している。管理運営は（公財）かがわ水と緑の財団が行っている。

## 主な施設
- メモリアルゾーン - 公園の中核を成すゾーンで、香川用水通水記念碑と記念広場、水の資料館がある。
- 集いと文化のゾーン - 香川用水東西分水工周辺に4つの広場で構成される。
- 水と光のふれあいゾーン - 水車小屋や池、滝で構成される。
- 風と花と緑のゾーン - 花見広場と遊具、散策路などで構成される。

## 交通アクセス
- さぬき豊中インターから車で約20分

## 周辺
- 道の駅たからだの里さいた
- 財田町総合運動公園

## ギャラリー

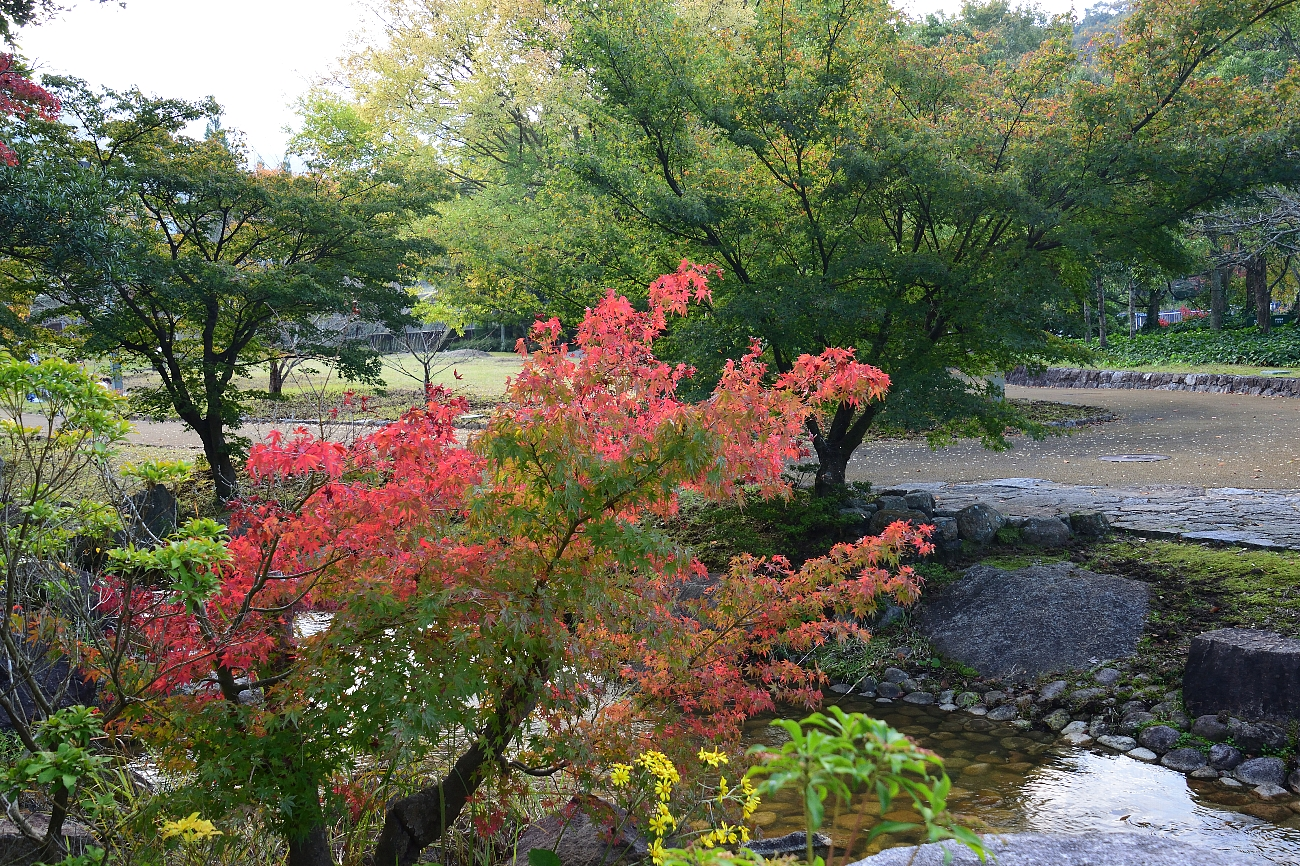
2017紅葉